# Lineus pseudoruber
Lineus pseudoruber är en djurart som tillhör fylumet slemmaskar, och som först beskrevs av Friedrich 1935.  Lineus pseudoruber ingår i släktet Lineus och familjen Lineidae. Inga underarter finns listade i Catalogue of Life.